# Oberrheintal

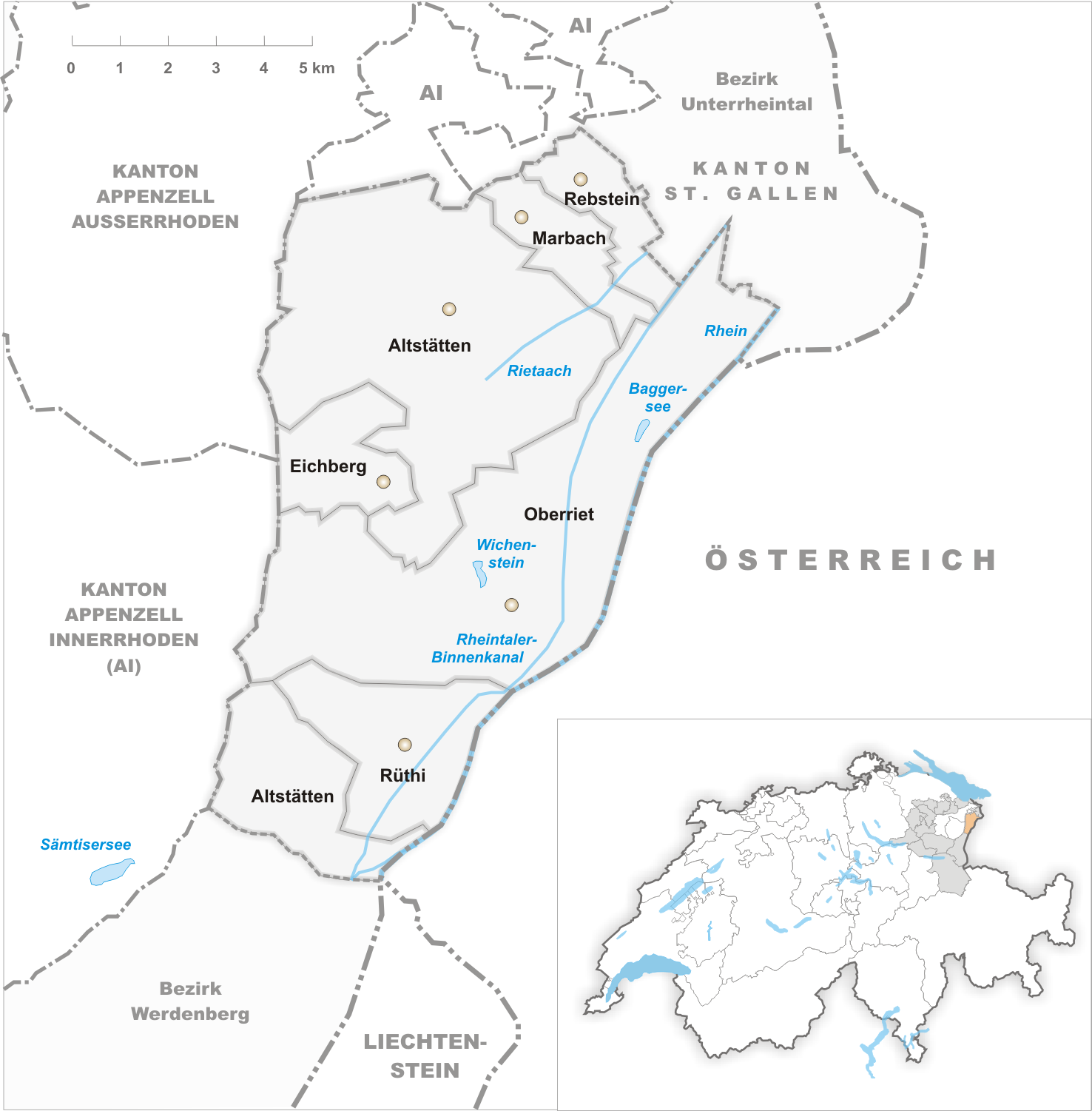
Gemeenten in voormalig district Oberrheintal

Het district Oberrheintal was tot 2003 een bestuurlijke eenheid binnen het kanton Sankt Gallen in Zwitserland.
Het district bevatte de volgende gemeenten:
- Rebstein
- Marbach
- Altstätten
- Eichberg
- Oberriet
- Rüthi